# ポーラー・エクスプレス
『ポーラー・エクスプレス』（英題: The Polar Express）は、1985年に出版された絵本、およびそれを原作とした2004年公開のアメリカ映画。

## 絵本
クリス・ヴァン・オールズバーグの作品。日本では『急行「北極号」』の名で1987年12月、村上春樹の翻訳で河出書房新社から刊行されている。
後述する映画版などでは牽引機が車輪配置 2-8-4（バークシャー）の蒸気機関車として描かれているが、原作の挿絵では車輪全体がはっきり映る場面はないものの、表紙に使われている絵などから少なくとも先台車は2軸であることが確認でき、バークシャーではない。

## 映画
米国のフルCGアニメーション映画。監督はロバート・ゼメキス。
トム・ハンクスをはじめとする実際の俳優の動き・表情をモーションキャプチャによって精細に記録し、そのデータから登場人物をレンダリングしている（パフォーマンスキャプチャとも呼ばれる）。

### あらすじ
クリスマスイブの夜、サンタクロースを信じられなくなった少年のもとに大きな蒸気機関車が突如現れる。それは北極点へとむかう汽車だった。その蒸気機関車「ポーラー・エクスプレス」は、少年のほかにもサンタを信じる少年少女を乗せて、さまざまな大陸、海上を走り続ける。その最中に起こる数々のスリリングな事件や不思議な出来事を通じて、少年たちは自分に必要なものに気づいてゆく。

### キャスト
- 父親、車掌、ホーボー、サンタクロース：トム・ハンクス（唐沢寿明）※ヒーロー・ボーイのパフォーマンスキャプチャも担当
- ヒーロー・ボーイ : ジョシュ・ハッチャーソン（山本隆平）
- ヒーロー・ガール：ノーナ・ゲイ（三村ゆうな）
- ロンリー・ボーイ：ピーター・スコラリ（上村祐翔）
- 知ったかぶりっ子：エディ・ディーゼン（田中恭兵）
- スチーマー：マイケル・ジェッター（屋良有作）
- スモーキー：マイケル・ジェッター（中尾隆聖）
- エルフ隊長：チャールズ・フライシャー（浜田宏昭）

### スタッフ
- 監督・脚本・製作：ロバート・ゼメキス
- 製作スタジオ：プレイトーン､イメージムーバーズ､ゴールデンミーン
- キャラクター・アニメーション＆VFX：ソニー・ピクチャーズ・イメージワークス
- VFXスーパーバイザー：ケン・ローストン

### 備考

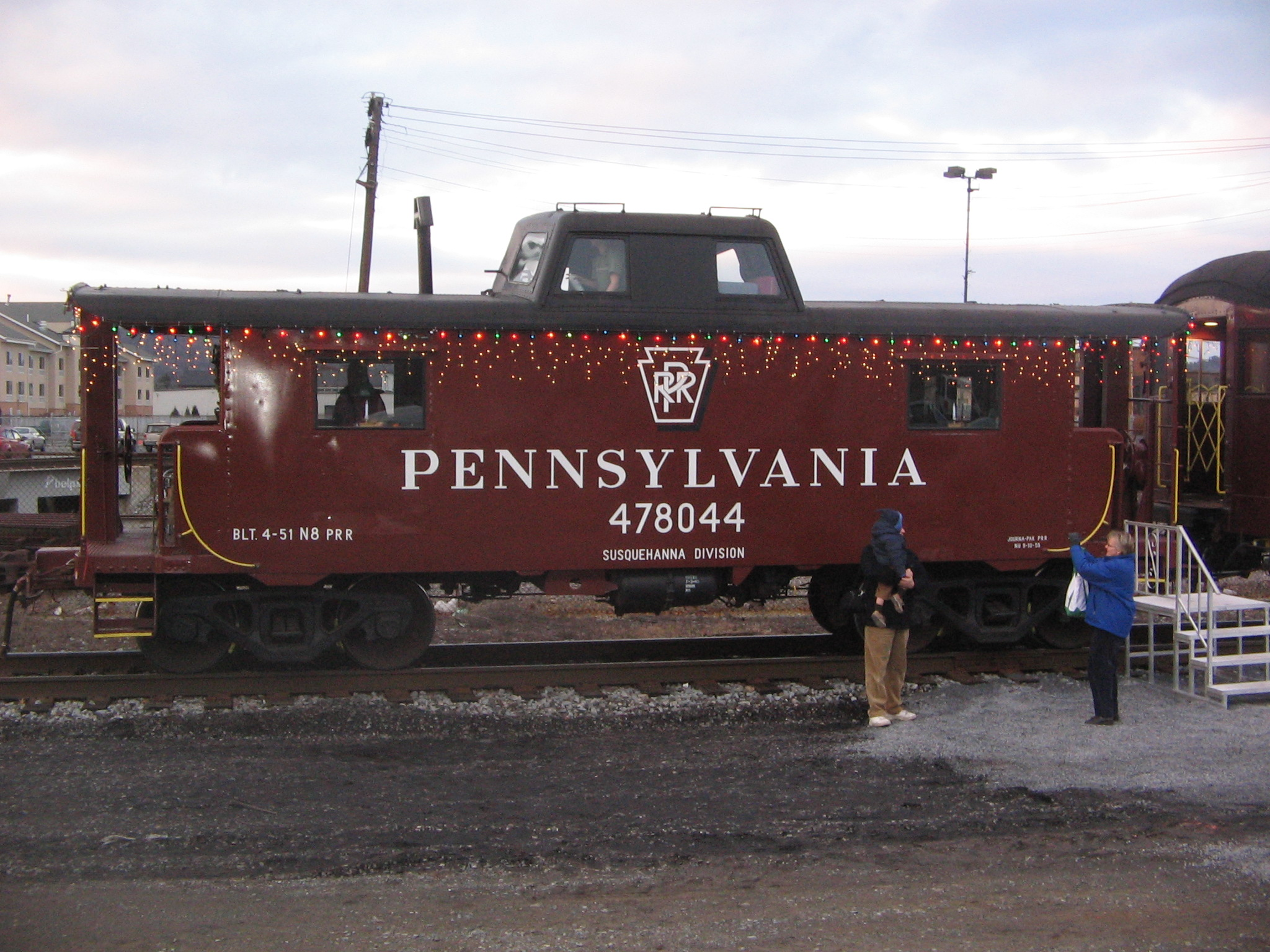
イベント列車「ポーラー・エクスプレス」の運行に際して装飾されたペンシルバニア鉄道のカブース（車掌車）
（保存鉄道のライカミング・バレー鉄道の保存車）

スモーキーとスチーマーの2役を演じたマイケル・ジェッターは本作品制作中の2003年3月30日に急逝。エンドロール後には写真と共に“マイケル・ジェッターに捧ぐ”の弔辞が記されている。
アメリカ合衆国の鉄道博物館や保存鉄道では、クリスマスシーズンのイベント列車を「ポーラー・エクスプレス」の名を冠したタイアップとして運行するところが多い。